# Djúpini
El Djúpini, pronunciat [ˈʤʉupɪnɪ] en feroès, és un estret de les illes Fèroe situat entre l'illa d'Eysturoy (a l'oest) i l'illa de Kalsoy (a l'est). El seu nom significa "els abismes", "les profunditats".
El Djúpini té una amplada màxima de 7 km a l'alçada del poble de Gjógv, mentre que al punt més estret no sobrepassa els 2,5 km. Té uns 15 km de longitud aproximadament, amb una profunditat màxima de 188 m.
Al nord, l'estret s'eixampla per a trobar.se directament amb l'oceà Atlàntic, mentre que pel sud limita amb l'estret de Leirvíksfjørður. A la costa d'Eysturoy, hi trobem els tres fiords de Funningsfjørður, Oyndarfjørður i Fuglafjørður, mentre que la riba de Kalsoy que dona a l'estret no hi ha cap port natural.
A l'illa d'Eysturoy hi ha nombroses poblacions situades a les aigües de l'estret, com ara Gjógv, Funningur, Elduvík, Hellur i Kambsdalur. A l'illa de Kalsoy no hi ha cap nucli de població a les ribes de l'estret.